# Jesús Tomás Zárraga Colmenares
Jesús Tomás Zárraga Colmenares (* 22. September 1957 in Caserio Azaro) ist ein venezolanischer Geistlicher und emeritierter Bischof von San Carlos de Venezuela.

## Leben
Der Bischof von Coro, Ramón Ovidio Pérez Morales, weihte ihn am 14. September 1985 zum Priester. Er wurde am 12. Juli 1997 in den Klerus des Bistums Punto Fijo inkardiniert.
Papst Johannes Paul II. ernannte ihn am 27. Dezember 2002 zum Bischof von San Carlos de Venezuela. Die Bischofsweihe spendete ihm der Erzbischof von Caracas, Santiago de Venezuela, Antonio Ignacio Kardinal Velasco Garcia SDB, am 15. März des nächsten Jahres; Mitkonsekratoren waren Ramón Ovidio Pérez Morales, Erzbischof ad personam von Los Teques, und Juan María Leonardi Villasmil, Bischof von Punto Fijo. Als Apostolischer Administrator verwaltete er von November 2011 bis November 2013 das Bistum La Guaira während der Sedisvakanz.
Am 10. November 2014 nahm Papst Franziskus seinen vorzeitigen Rücktritt an.